# 捷伊科沃区
捷伊科沃区（俄语：Тейковский район）是俄罗斯联邦伊万诺沃州下辖的一个区，其行政中心为捷伊科沃。据2016年统计，该区的人口为11565人。